# Sidney (Arkansas)
Sidney é uma cidade  localizada no estado americano de Arkansas, no Condado de Sharp.

## Demografia
Segundo o censo americano de 2000, a sua população era de 275 habitantes.
Em 2006, foi estimada uma população de 287, um aumento de 12 (4.4%).

## Geografia
De acordo com o United States Census Bureau, a localidade tem uma área de 5,6 km², sem área coberta por água. Sidney localiza-se a aproximadamente 186 m acima do nível do mar.

## Localidades na vizinhança
O diagrama seguinte representa as localidades num raio de 24 km ao redor de Sidney.